# Joseph Overath
Joseph Overath (* 17. März 1950 in Sieglar; gestorben am 29. August 2020) war ein deutscher römisch-katholischer Theologe, Autor und Priester.

## Leben
Er besuchte von 1963 bis 1971 das altsprachliche Heilig-Geist-Gymnasium (Würselen). Sein Onkel war Prälat Johannes Overath, Generalsekretär des Cäcilien-Verbandes und beim Zweiten Vatikanischen Konzil Peritus mit dem Arbeitsschwerpunkt Kirchenmusik. Er wurde 1981 in Köln zum Priester geweiht. Joseph Overath wurde zum Dr. theol. promoviert und war später u. a. als Krankenhauspfarrer in Lindlar (Rheinisch-Bergischer Kreis) tätig. Er veröffentlichte zahlreiche Publikationen zur Theologie und Philosophie. Seinen Ruhestand verlebte er in Andernach und verstarb dort am 29. August 2020.

## Schriften (Auswahl)
- Die sieben geistlichen Werke der Barmherzigkeit – Theologisch-Praktische Besinnungen. Josef Kral Verlag, Abensberg 1985, ISBN 3874420183.
- Wahre Zeitgenossen Marien- und Heiligenpredigten. Josef Kral Verlag, Abensberg 1992, ISBN 3874420418.
- Wortmeldungen eines Landpastors. Religiöse Zeitfragen. Josef Kral Verlag Abensberg 1994, ISBN 3874420523.
- Des Papstes neuer Freund? Eine Auseinandersetzung mit Peter de Rosas Buch "Gottes erste Diener: die dunkle Seite des Papsttums". Josef Kral Verlag, Abensberg 1994, ISBN 3874420280.
- Be-handeln wie Christus: Bausteine einer Ethik für Heilberufe. Josef Kral Verlag, Abensberg 1998, ISBN 3931491072.
- Sein ist die Zeit und die Ewigkeit. Versuch einer heilsrealistischen Geschichtsdeutung. Josef Kral Verlag, Abensberg 1999, ISBN 3931491129.
- Herr - Gott. Josef Kral Verlag, Abensberg 2001, ISBN 3931491161.
- Worte ewigen Lebens. Eine Betrachtung der Litanei vom allerheiligsten Namen Jesu. Fe-Medienverlag, Kißlegg 2010, ISBN 978-3-939684-80-0.
- Dem Bräutigam entgegen. Der Weg der Kirche durch die Zeit. Fe-Medienverlag, Kißlegg 2010, ISBN 978-3-939684-87-9.
- Kein Verein, sondern Person, Predigten über die Braut Christi, die Kirche. Fe-Medienverlag, Kißlegg 2013, ISBN 978-3-86357-053-8.
- Vom Goldgrund der Kirchengeschichte – Ein Hubert-Jedin-Lesebuch. Patrimonium-Verlag, Heimbach/Eifel 2017, ISBN 978-3-86417-085-0.
- Gestalten der Kirchengeschichte ... rund um den Laacher See. Patrimonium-Verlag, Heimbach/Eifel 2017, ISBN 978-3-86417-095-9.